# Antonio Rodríguez Villa
Antonio Rodríguez Villa (Madrid, 17 de gener de 1843 – Madrid, 3 de maig de 1912) va ser un arxiver, historiador, heraldista, genealogista i escriptor espanyol.

## Biografia
Va ingressar a l'Escola de la Diplomàcia, obtenint en 1866 el títol d'arxiver bibliotecari, i després va cursar Filosofia i Lletres, llicenciant-se en 1868. El seu primer treball com a arxiver bibliotecari el va realitzar en el Museu Arqueològic Nacional, i més tard va participar en la formació del catàleg de manuscrits espanyols del Museu Britànic de Londres (Regne Unit), al costat de Pascual de Gayangos y Arce.
El govern el va comissionar per copiar la segona part de la Història de Felip II de Luis Cabrera de Córdoba, fins al moment inèdita en la Biblioteca Nacional de França, que finalment va publicar, igual que l'estudi Viajes de Felipe II, obra d'Enrique Cock. Va formar part a més, dels 600 redactors i assessors nomenats per Antonio Cánovas del Castillo per a la redacció de la Constitució espanyola de 1876 quan aquest era President del Consell de Ministres d'Espanya. La seva vinculació amb Cánovas va permetre una gran amistat amb José Isidro Osorio y Silva-Bazán, el gran duc de Sesto, qui el va nomenar arxiver de la Casa d'Alburquerque, que contenia, entre altres arxius, el del Marquesat de Los Balbases, concedit a Ambrosio Spinola. Sobre aquest cavaller va orientar el seu discurs d'entrada en la Reial Acadèmia de la Història en 1893, després d'haver presidit el cos facultatiu d'Arxivers.
El 1910 va ser nomenat bibliotecari perpetu de la Reial Acadèmia de la Història, i va morir dos anys després a la seva ciutat natal, que li va dedicar la carrer d'Antonio Rodríguez Villa en honor seu.

## Obres
- Memorias para la historia del saqueo y asalto de Roma en 1527 (1875).
- Don Zenón de Somodevilla, marqués de la Ensenada (1878).
- Bosquejo biográfico de don Beltrán de la Cueva, primer duque de Alburquerque (1881).
- La reina doña Juana la Loca (1892).
- Don Francisco de Rojas, embajador de los Reyes Católicos (1896).
- Ambrosio Spinola, primer marqués de los Balbases (1905).
- Don Pablo Morillo, primer conde de Cartagena (1909).